# Cassiterita
La cassiterita (del grec kassiteros que significa estany) és un mineral de diòxid d'estany, de color bru o negre, de cristalls tetragonals, fràgils i opacs; és una de les principals menes d'estany. És isostructural amb el rútil, i pertany al grup rútil de minerals.

## Característiques

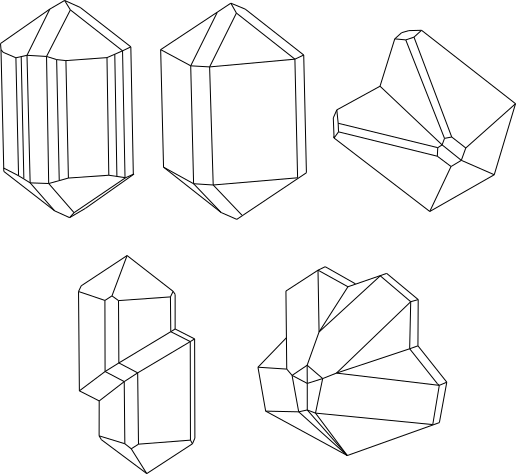
Hàbits de la cassiterita (incloent-hi algunes formes amb macla)

La cassiterita es troba en forma de cristalls prismàtics curts, prims o bipiramidals. Altres hàbitats en què es pot trobar són: massiu, granular, botrioide, o de forma arronyonada. Pot presentar aspecte massís, criptocristal·lí, cristalls prismàtics tetragonals bipiramidals, sorrenc. El seu color típic pot ser de color brunenc a negre, però pot ser també de color groguenc o sense color. La ratlla és grisa, blanca o brunenca. La cassiterita és de transparent a quasi opaca. La brillantor és adamantina en la cara dels cristalls i greixosa a les fractures. La cassiterita és insoluble en àcids i infusible. De la cassiterita se n'extreu l'estany. També s'utilitza per fer aliatges (bronze, llautó) i per fer pigments per a la ceràmica.

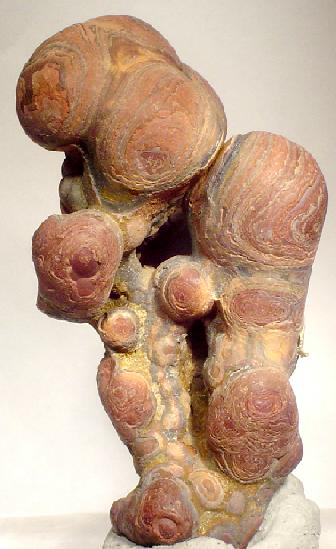
Varietat de cassiterita wood tin, o dneiproskita

Segons la classificació de Nickel-Strunz, la cassiterita pertany a «04.DB - Metall:Oxigen = 1:2 i similars, amb cations de mida mitjana; cadenes que comparteixen costats d'octàedres» juntament amb els següents minerals: argutita, plattnerita, pirolusita, rútil, tripuhyita, tugarinovita, varlamoffita, byströmita, tapiolita-(Fe), tapiolita-(Mn), ordoñezita, akhtenskita, nsutita, paramontroseïta, ramsdel·lita, scrutinyita, ishikawaïta, ixiolita, samarskita-(Y), srilankita, itriorocolumbita-(Y), calciosamarskita, samarskita-(Yb), ferberita, hübnerita, sanmartinita, krasnoselskita, heftetjernita, huanzalaïta, columbita-(Fe), tantalita-(Fe), columbita-(Mn), tantalita-(Mn), columbita-(Mg), qitianlingita, magnocolumbita, tantalita-(Mg), ferrowodginita, litiotantita, litiowodginita, titanowodginita, wodginita, ferrotitanowodginita, wolframowodginita, tivanita, carmichaelita, alumotantita i biehlita.

## Formació
La cassiterita es forma en filons hidrotermals d'elevada temperatura amb minerals associats tal com el quars, la calcopirita i la turmalina. També es forma en algunes roques de metamorfisme de contacte. Als territoris de parla catalana ha estat descrita al Correc d'en Llinassos (Oms, Rosselló) i al Cap de Creus (Alt Empordà).

## Varietats
- Ainalita, una varietat que conté fins a un 10% de FeTa₂O₆. Originàriament trobada a Pennikoja, Finlàndia.[4]
- Dneiproskita, també anomenada fusta d'estany (en anglès, wood tin), una varietat de cassiterita que mostra una estructura radial semblant a la fusta seca. Està relacionada amb la cassiterita de la mateixa manera que l'àgata ho és amb quars. Es troba de manera més comuna com un dipòsit hidrotermal de baixa temperatura en roques volcàniques àcides.[5]
- Toad's Eye Tin, una varietat similar a la dneiproskita però amb una estructura reniforme més petita. Originària del Regne Unit.[6]